# (3014) Huangsushu
(3014) Huangsushu est un astéroïde de la ceinture principale découvert le 11 octobre 1979 à l'observatoire de la Montagne Pourpre situé près de Nankin en République populaire de Chine. Sa désignation provisoire était 1979 TM.
Il tire son nom de l'astronome et physicien chinois Huang Su-Shu. 